# Felsőborgó
Felsőborgó (románul: Susenii Bârgăului) település Romániában, Erdélyben, Beszterce-Naszód megyében.

## Fekvése
Besztercétől északkeletre, Alsóborgótól keletre fekvő település.

## Története
Felsőborgó vagy Borgó nevét 1493-ban FelsewBorgo néven említette először oklevél, mint Doboka vármegyéhez tartozó helyet. 1547-ben Borgo superior, 1552-ben Felseo- és Alsoburgo, 1733-ban Borgo, 1750-ben Szusseny, 1760–1762 között Felsö Borgo, Szuszeny, 1805-ben (Borgo) Szuszény, 1808-ban Borgo (Felső-), 1888-ban Felső-Borgó (Szuszény-Borgó), 1913-ban Felsőborgó néven írták. A trianoni békeszerződés előtt Beszterce-Naszód vármegye Jádi járásához tartozott. 1910-ben 954 lakosából 38 magyar, 34 német, 882 román volt. Ebből 22 görögkatolikus, 858 görögkeleti ortodox, 49 izraelita volt.